# Marlena Karwacka
Marlena Karwacka (Sławno, 20 febbraio 1997) è una pistard polacca.

## Palmarès

### Pista
- 2018

Campionati europei, Velocità a squadre Under-23 (con Julita Jagodzińska)
- 2019

Campionati polacchi, Keirin Under-23
Campionati polacchi, Inseguimento a squadre Under-23 (con Marta Jaskulska, Daria Pikulik e Wiktoria Pikulik)
Campionati polacchi, Velocità a squadre Under-23 (con Nikola Sibiak)
Campionati polacchi, Velocità Under-23
Campionati europei, Velocità a squadre Under-23 (con Nikola Sibiak)
5ª prova Coppa del mondo 2019-2020, Velocità a squadre (Brisbane, con Urszula Łoś)
- 2021

Campionati polacchi, Velocità a squadre (con Natalia Nieruchalska e Nikola Sibiak)
- 2022

Campionati polacchi, 500 metri a cronometro

## Piazzamenti

### Competizioni mondiali
- Campionati del mondo

Astana 2015 - Velocità a squadre Junior: 7ª
Astana 2015 - Velocità Junior: 15ª
Astana 2015 - Keirin Junior: 5ª
Apeldoorn 2018 - Velocità a squadre: 8ª
Pruszków 2019 - Velocità a squadre: 10ª
Pruszków 2019 - Velocità: 31ª
Berlino 2020 - Velocità a squadre: 7ª
Roubaix 2021 - Velocità a squadre: 6ª
Roubaix 2021 - 500 metri a cronometro: 9ª
St. Quentin-en-Yv. 2022 - Velocità a squadre: 6ª
St. Quentin-en-Yv. 2022 - 500 metri a cronometro: 13ª
St. Quentin-en-Yv. 2022 - Keirin: 16ª
- Giochi olimpici

Tokyo 2020 - Velocità a squadre: 7ª
Tokyo 2020 - Keirin: 23ª
Tokyo 2020 - Velocità: 26ª

### Competizioni europee
- Campionati europei

Atene 2015 - Velocità a squadre Junior: 4ª
Atene 2015 - Keirin Junior: 3ª
Montichiari 2016 - Keirin Under-23: 9ª
Anadia 2017 - Velocità a squadre Under-23: 4ª
Berlino 2017 - Velocità: 20ª
Aigle 2018 - Velocità a squadre Under-23: vincitrice
Aigle 2018 - Velocità Under-23: 10ª
Aigle 2018 - Keirin Under-23: 6ª
Glasgow 2018 - Velocità a squadre: 8ª
Glasgow 2018 - 500 metri a cronometro: 11ª
Gand 2019 - Velocità a squadre Under-23: vincitrice
Gand 2019 - Velocità Under-23: 7ª
Apeldoorn 2019 - Velocità a squadre: 5ª
Apeldoorn 2019 - Keirin: 21ª
Apeldoorn 2019 - 500 metri a cronometro: 10ª
Grenchen 2021 - Velocità a squadre: 5ª
Grenchen 2021 - Keirin: 10ª
Monaco di Baviera 2022 - Velocità a squadre: 3ª
Monaco di Baviera 2022 - 500 metri a cronometro: 10ª
Monaco di Baviera 2022 - Keirin: 8ª
- Giochi europei

Minsk 2019 - Velocità a squadre: 4ª